# Enebyängen

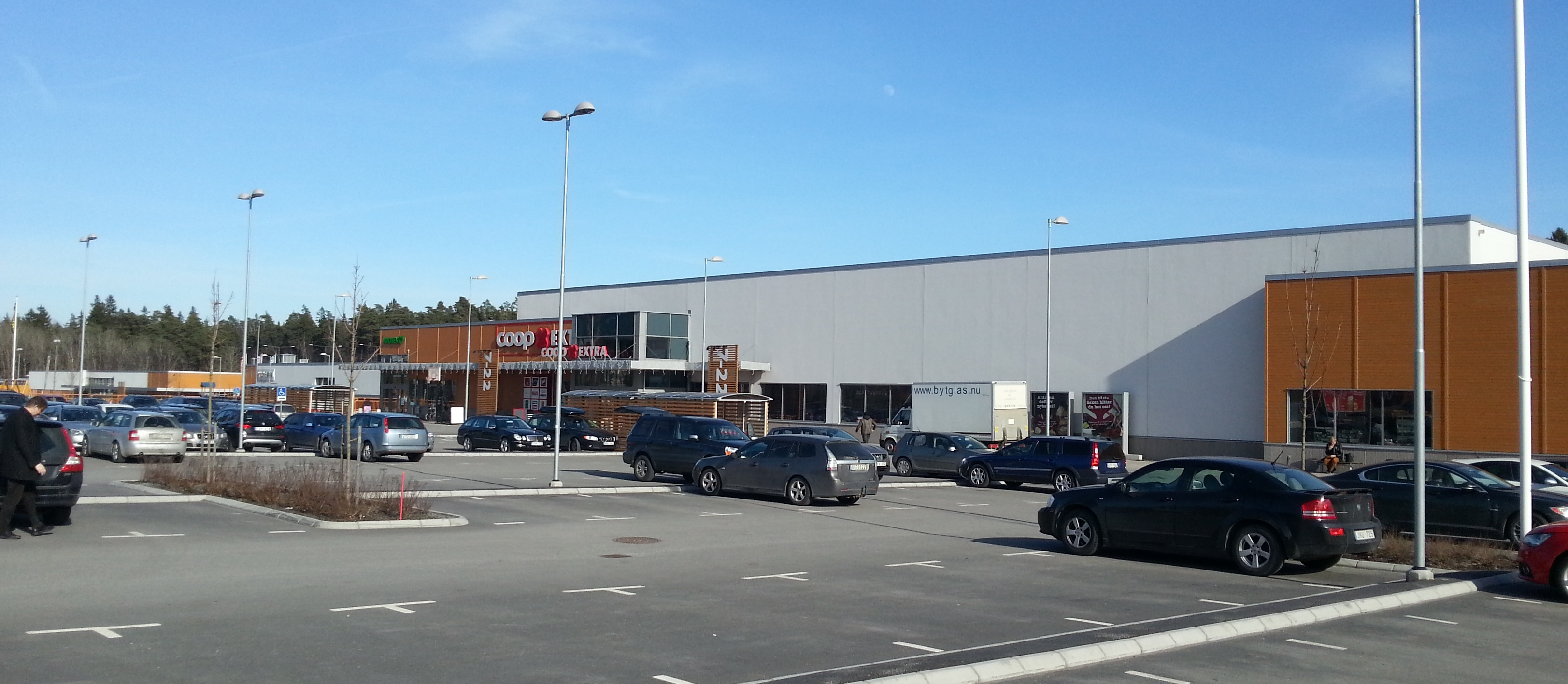
Enebyängens handelsplats, april 2013.

Enebyängen är en mindre handelsplats söder om Enebyberg i Danderyds kommun, norr om Stockholm. I köpcentrumet finns butiker, restauranger, en lekplats och gratis p-platser. Köpcentrumet utvecklades av det danska bolaget TK Development år 2008, och ägdes i fem år av den tyska fonden Commerz Real. Handelsplatsen ägs sedan sommaren 2014 av en fastighetsfond genom Savills Investment Managements kontor i Stockholm.

## Framtid
Danderyds kommun har påbörjat planarbete för att möjliggöra uppförandet av bostäder (173 studentbostäder samt stadsradhus) i anslutning till handelsplatsen . Även en planskild korsning med Roslagsbanan (som ersättning för plankorsningen vid Enebybergs station) planeras. Planeringen ligger ännu (hösten 2015) i det så kallade startskedet.

## Kommunikationer
- Bil: E18 avfart vid trafikplats Danderyds Kyrka. Kör in på väg 262 och följ skyltar mot Enebyberg.
- Buss: Linje 604, 611, 613, 627. Hållplats Enmans väg.
- Roslagsbanan: Linje 28. Hållplats Enebyberg.